# Bugatti Type 37

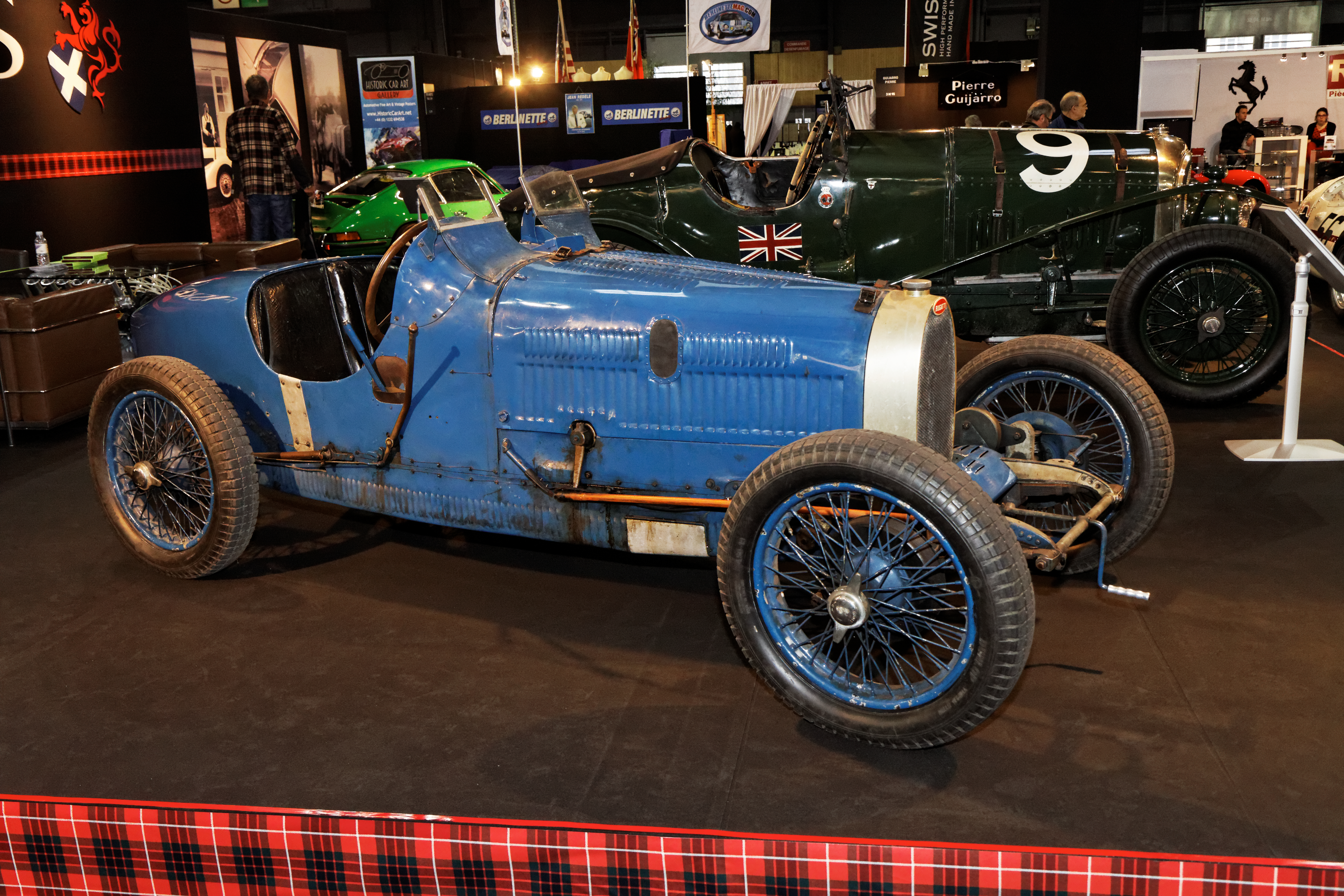
Bugatti Type 37 A

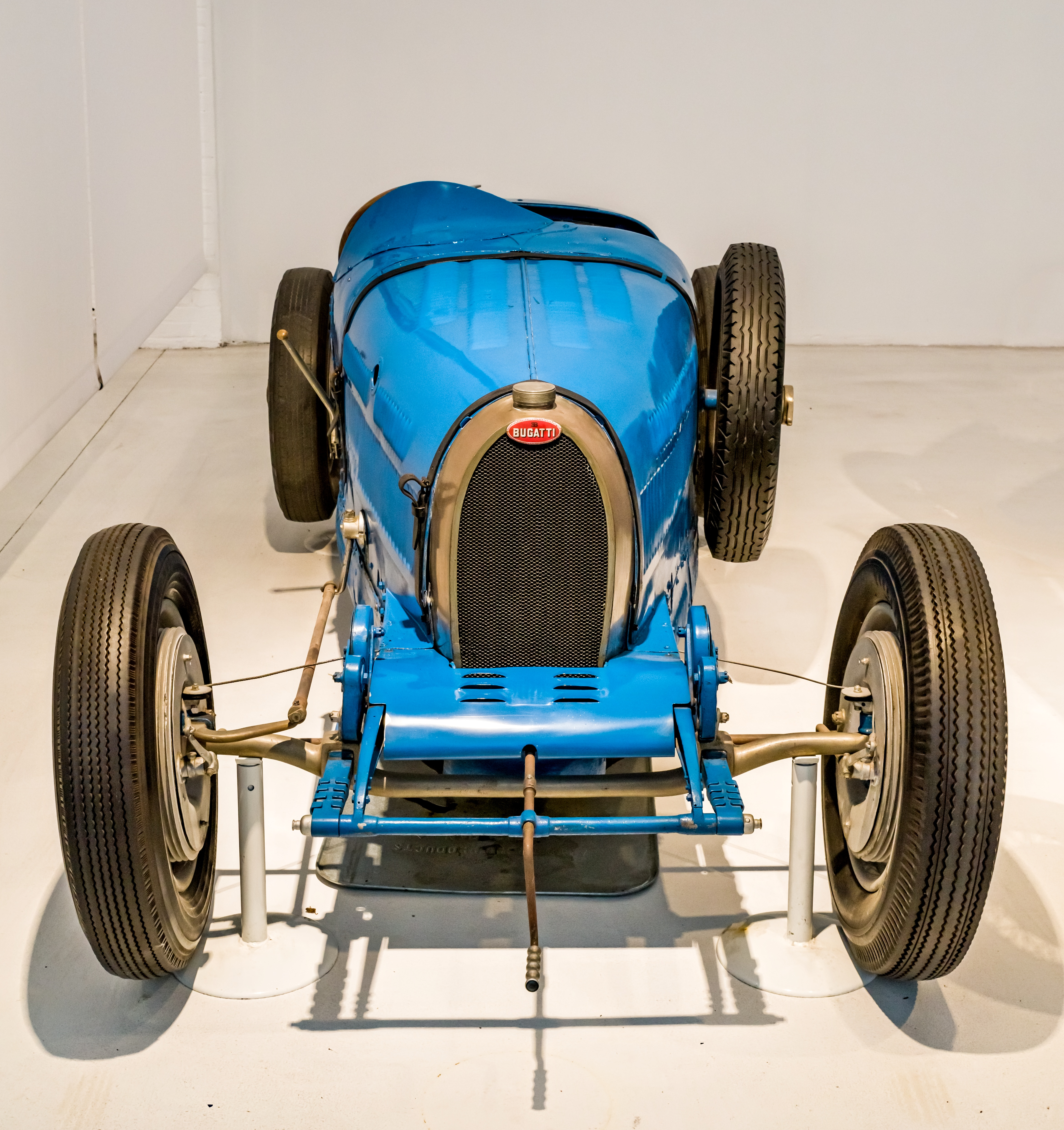
Die Front eines Fahrzeugs mit dem schmalen Kühlergrill

Der Bugatti Type 37 ist ein Sportwagen und Rennwagen. Hersteller war Bugatti aus Frankreich.

## Beschreibung
Die Abmessungen des Vierzylindermotors wurden vom Type 22 und Type 23 übernommen. 69 mm Bohrung und 100 mm Hub ergeben 1496 cm³ Hubraum. Jeder Zylinder hat zwei Einlassventile und ein Auslassventil. Als Kurbelwellenlager dienen fünf Gleitlager.
Der Motor ist vorne im Fahrgestell eingebaut und wassergekühlt. Er treibt über ein Vierganggetriebe und eine Kardanwelle die Hinterachse an. Das Fahrgestell hat 240 cm Radstand und 120 cm Spurweite. Das Fahrzeug ist 370 cm lang und 145 cm breit. Die offene Karosserie bietet Platz für zwei Personen. Das Fahrzeug ähnelt optisch dem stärkeren Type 35. Allerdings ist der Kühlergrill schmaler. Ein weiteres Unterscheidungsmerkmal sind die Drahtspeichenräder, allerdings waren die Aluminiumräder des Type 35 gegen Aufpreis erhältlich.
Die Standardausführung ist das Straßenfahrzeug. Der Motor leistet laut zweier Quelle 70 PS, laut einer anderen 60 bis 70 PS und laut einer weiteren 60 PS. 150 km/h Höchstgeschwindigkeit sind angegeben. Das Leergewicht beträgt je nach Quelle 680 kg oder 750 kg. Der Neupreis im Deutschen Reich betrug 10.400 Reichsmark.
Der Type 37 A ist ein Rennwagen. Sein Motor hat einen Kompressor. Als Motorleistung sind entweder 80 bis 95 PS oder 100 PS angegeben. Die Höchstgeschwindigkeit betrug 170 km/h oder 175 km/h. Das Leergewicht liegt bei 720 kg. Der Wagen kostete damals 13.800 Reichsmark (entspricht 2025 ca. 61.000 Euro).

## Bauzeitraum
Der normale Type 37 stand von 1925 oder 1926 bis 1930 im Sortiment. Das erste Fahrzeug wurde am 18. November 1925 an Malcolm Campbell ausgeliefert.
Die Bauzeit des Type 37 A war entweder von 1928 bis 1931, von 1927 bis 1932 oder bis 1933.

## Stückzahlen
Vom Type 37 entstanden 210 bis 220 Fahrzeuge und vom Type 37 A weitere 80. In der Summe sind das 290 bis 300 Stück. Eine andere Quelle nennt 220 und 80 Fahrzeuge. Eine dritte Quelle gibt insgesamt 290 Fahrzeuge an.
Eine vierte Quelle nennt 3 Fahrzeuge für 1925, 120 für 1926, 87 für 1927, 45 für 1928, 16 für 1929 und 10 für 1931–1933. Summiert sind das 281 Fahrzeuge, angegeben sind aber 287. Die Fahrgestellnummern lagen zwischen 37–101 und 37–388, was auf 288 Fahrzeuge hindeutet.
131 Fahrzeuge sind erhalten geblieben.